# Stanova, Trosteaneț
Stanova (în ucraineană Станова) este localitatea de reședință a comunei Stanova din raionul Trosteaneț, regiunea Sumî, Ucraina.

## Demografie
Componența lingvistică a localității Stanova
     Ucraineană (95,44%)
     Rusă (4,21%)
     Alte limbi (0,35%)
Conform recensământului din 2001, majoritatea populației localității Stanova era vorbitoare de ucraineană (95,44%), existând în minoritate și vorbitori de rusă (4,21%).